# Ћелави уакари
Ћелави уакари (лат. Cacajao calvus) је врста примата (Primates) из породице Pitheciidae, присутна у деловима Бразила и Перуа.

## Распрострањење
Ареал врсте је ограничен на мањи број држава. Врста је присутна у западном Бразилу и источном Перуу, тачније јужно од реке Амазон у Перуу између река Укајали (Ucayali) и Јавари (Yavarí).
Могуће је да је врста изумрла у Колумбији.

## Станиште
Станишта врсте су шуме, мочварна подручја и речни екосистеми.

## Подврсте
Постоје четири подврсте ћелавог уакарија:
- бели ћелави уакари;
- Новаесов ћелави уакари;
- црвени ћелави уакари;
- укајалијски ћелави уакари (Cacajao calvus ucayalii).

## Угроженост
Ова врста се сматра рањивом у погледу угрожености врсте од изумирања.